# Киндерман, Христиан Христианович
Христиан Христианович Киндерман (нем. Christian Theophil von Kindermann; (ум. 1752) — российский военачальник.  Генерал-майор (1741).

## Биография
Христиан Теофил фон Киндерман родился в дворянской семье.Принадлежал к остзейскому дворянству. По другим данным — по происхождению саксонец.
В начале 20-х гг. XVIII века — капитан.
С 13 (24) мая 1726 года служил в пехотном полку фон Гагена, затем в Выборгском драгунском полку.
С 23 апреля (4 мая)  1730 года в чине подполковника служил в Ярославском драгунском полку.
В 1733 году — в чине полковника переведён в Ростовский драгунский полк.
В 1734-35 годах служил в Дербенте, в 1736 году — в Азове.
С 1738 года командовал Низовским пехотным полком, вскоре после этого произведен в бригадиры.
С 11 (22) сентября 1741 года — генерал-майор.
В 1743 году служил в Кронштадте.
По указу Правительствующего Сената от 23 сентября (4 октября)  1744 года был назначен командующим регулярными и иррегулярными войсками на Сибирских пограничных линиях (Тоболо-Ишимская, Иртышская, Колывано-Воскресенская).
К концу 1745 года генерал-майор Х. Х. Киндерман получил 1000 яицких казаков (впоследствии их заменили 500 башкирами и мещеряками) и пять полков: два пехотных, выведенных из Персии (Ширванский полк дислоцировался в Тобольске; Нашебургский (Нотебургский) полк квартировался в Тобольском подгорном дистрикте) и три драгунских (Вологодский и Луцкий, выведенные из Казанской губернии, призванные охранять Тюмень и Туринский уезд соответственно, и Олонецкий, передислоцированный из Нижегородской губернии — Краснослободский дистрикт). Батальоны Сибирского, Тобольского, Енисейского пехотных, Сибирского и Новоучреждённого Сибирского (Колыванского) драгунских полков передислоцировали на Верх-Иртышскую и Колывано-Кузнецкую линии. Прибывшие драгунские и пехотные армейские полки организационно были сведены в Сибирский корпус, первым командующим которым стал Х. Х. Киндерман.
Для усиления Иртышской линии им было отдано приказание возвести несколько редутов, маяков, форпостов и станций.
В 1746 году генерал-майор Киндерман представил в Сенат свои предложения о строительстве новой линии на запад от Омской крепости вдоль Камышловских озер через реку Ишим и далее до урочища Звериная голова на Тоболе, где линия смыкалась с Оренбургской линией. В 1752—1755 годах вдоль по его плану была построена Пресногорьковская (Новоишимская, Тоболо-Ишимская) линия укреплений (2 шестиугольные крепости, 9 четырехугольных, 33 редута и 42 маяка).
Христиан Христианович Киндерман умер в 1752 году.